# Florián de Ocampo

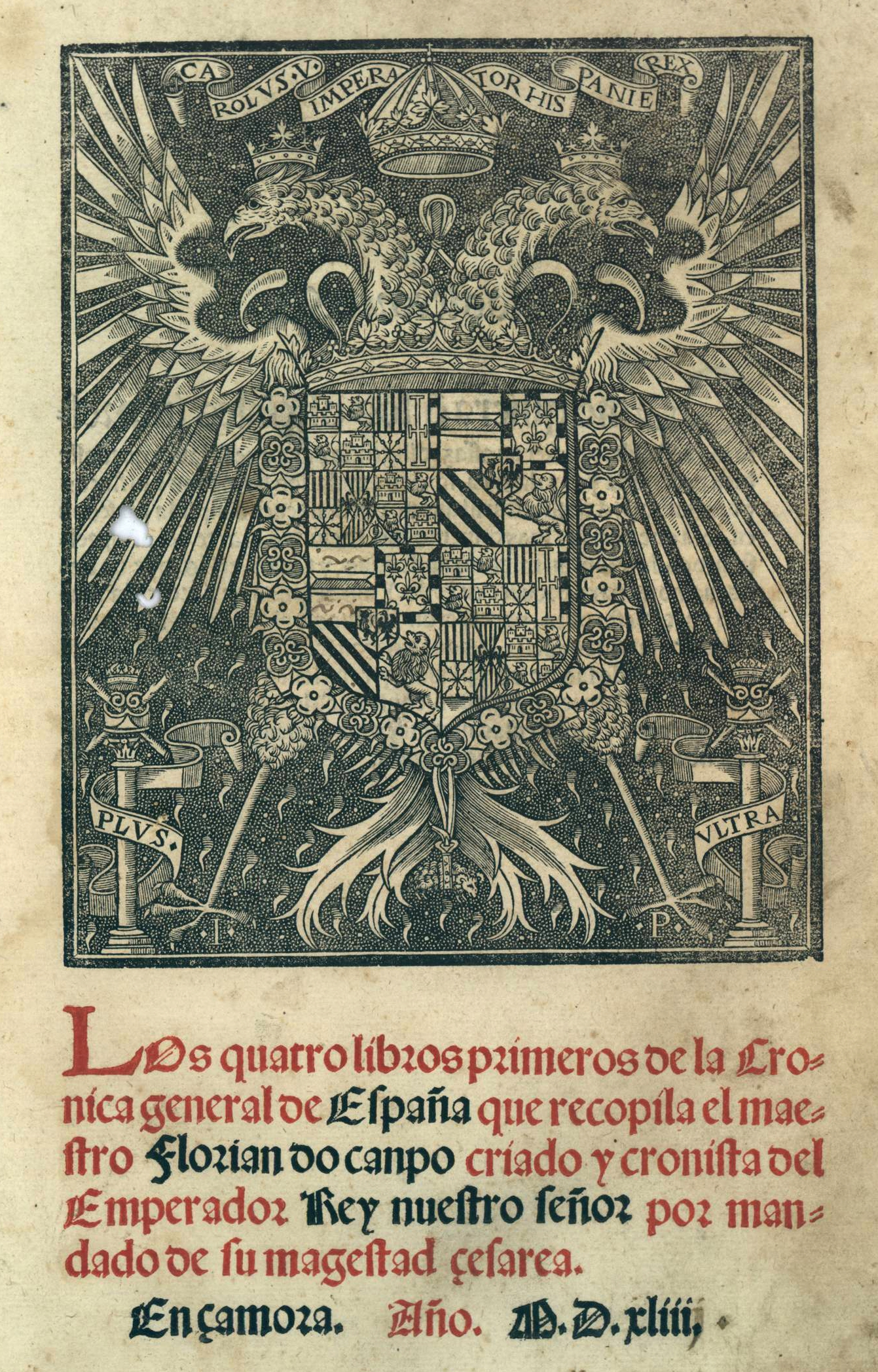
Frontispício de Los cuatro libros primeros de la crónica general de España que recopila el maestro Florián de Ocampo…, Zamora, 1543.

Florián de Ocampo (Zamora, c. 1499 – c. 1558), em Portugal também chamado Florião do Campo, foi um historiador e escritor espanhol, cronista de Carlos V.

## Biografia
Não há certeza quanto ao seu nascimento (entre 1499 e 1513) na cidade de Zamora ou arredores.
Foi nomeado Carlos V em 1539. Em 1541 publica uma edição do que se considerava a Estoria de España de Afonso X, o Sábio, intitulada Las cuatro partes enteras de la crónica de España que mandó componer el serenísimo rey don Alonso llamado el Sabio. Esta Crónica geral de Afonso X de Ocampo reúne distintas crónicas afonsinas. As três primeiras partes, até à morte de Bermudo III de Leão, recorrem ao texto Crónica general vulgata; uma «quarta parte» (denominada especificamente por Diego Catalán Crónica ocampiana) que compreende a que então se considerava a História de Castela, desde Fernando I de Leão
Em 1543 publica em Zamora a sua própria crónica, no âmbito do seu cargo de cronista real, nos seus quatro livros da Crónica general de Espanha, que compreende desde a Criação do Mundo até à morte dos Cipiões. Dez anos depois publicou um quinto livro en Medina del Campo. A obra foi continuada por Ambrosio de Morales. A finalidade desta obra inconclusa era mostrar a grande antiguidade da monarquia espanhola, e a isso sacrificou frequentemente a objectividade ou a verdade. Contém grande quantidade de elementos fictícios e lendários; recorre a invenções próprias (como o autor Julián Lucas) e aceita cronistas anteriores, espanhóis ou italianos, tendo difundido o polémico João Ânio de Viterbo.
Em 1984 foi criado em sua honra o Instituto de Estudios Zamoranos Florián de Ocampo.

## Influência na Literatura Portuguesa
Florião do Campo influenciou bastantes escritores portugueses do Séc. XVI ao Séc. XVIII, que o citam frequentemente, muitas vezes para apresentar alternativas às suas interpretações. Por exemplo, Bernardo de Brito, que apesar de o seguir em muitos mitos para a Monarquia Lusitana e Espanhola, não deixa de referir que Florião segue de perto a versão de João Ânio de Viterbo. Por exemplo, no episódio sobre Hércules Líbico e os Lominios, diz mesmo que "segue João Ânio em tudo":
(…) «Oro Lybico, e vindo a singular batalha, os matou a todos os três (como além de Garivay e Pineda, refere Florião do Campo, estribado em Beroso e João Annio, a quem vai seguindo em tudo)»

## Obra
Crónica general de Alfonso X:
- Florián de Ocampo, Las cuatro partes enteras de la crónica de España que mandó componer el serenísimo rey don Alonso llamado el Sabio. Donde se contienen los acontecimientos y hazañas mayores y más señaladas que sucedieron en España desde su primera población hasta casi los tiempos del dicho señor rey, Zamora, Augustin de Paz y Juan Picardo impresores; a costa de Juan de Spinosa, 9 de diciembre de 1541. Biblioteca Virtual del Patrimonio Bibliográfico BVPB20080023690. [Denominada también Tercera Crónica General y Crónica General Vulgata].

Crónica general de España
- — Los cuatro libros primeros de la crónica general de España que recopila el maestro Florián de Ocampo, criado y cronista del emperador rey nuestro señor por mandado de su magestad cesárea, Zamora, Juan Picardo; a expensas de Juan Pedro Mussetti, 1543.
- — Los cinco libros primeros de la crónica general de España, que recopila el maestro Florián de Ocampo[ligação inativa], Medina del Campo, Guillermo Millis, 1553. Outra digitalização: UCM-Google books.